# Pieve di Compresseto
Pieve di Compresseto è una frazione del comune di Gualdo Tadino (PG).
È un borgo adagiato su una collina dell'Appennino Umbro-Marchigiano. La sua origine risale al Primo Medioevo, quando tra un castello ed una chiesa si sviluppa "la Pieve": due file di case che, nel tempo, hanno finito per unire le due preesistenti costruzioni, creando una piazza che anche oggi è il cuore della vita del paese.
Da un viale di ippocastani, lungo circa 150 m, si scopre Gubbio, l'Alta Valle del Tevere, il monte Catria e il monte Cucco, la Val di Chiascio.
Il paese è conosciuto per aver dato i natali al beato Marzio (XIII secolo), terziario francescano ed eremita.
Secondo i dati del censimento Istat del 2001, i residenti sono 140.
I residenti all'anno 2006 sono 202.

## Storia
Il Castello di Compressetum, sito a nord-ovest del territorio tadinate, ha un'origine antichissima che risale, con molta probabilità, al periodo dell'incastellamento (ultimi decenni del secolo X).
Costruito su una collina a cavallo tra le valli dei fiumi Chiascio e Rasina, assolveva alle funzioni di difesa dei villaggi e delle popolazioni circostanti e di controllo del territorio.
Per lungo tempo fu sotto la giurisdizione del Ducato di Spoleto, che lo diede in possesso ai conti Monaldi di Nocera. Questi, considerata la posizione strategica del castello, lo consolidarono nella struttura e vi posero una guarnigione d'armati con a capo un comes.
Con il declino del potere del Ducato e, soprattutto, dei conti Monaldi, il castello di Compressetum subì un lento e progressivo abbandono e venne probabilmente occupato e distrutto, come testimoniano i ruderi rimasti. Nei primi decenni del XII secolo venne ricostruito a poca distanza, più in alto, cinto di mura e dotato di tre torri, tuttora in discreto stato di conservazione.
Intorno al castello sorgeva un popoloso villaggio ed una chiesa dedicata alla Assunzione di Maria Vergine, che svolse funzioni di pievania.
Esistono, a prova di quanto affermato, due antiche pergamene conservate nell'Archivio Segreto Vaticano, di cui una imperiale ed una papale: con la prima, datata Lodi 1163, l'imperatore Federico I Barbarossa, prendendo sotto la propria protezione il monastero benedettino di San Donato di Pulpiano presso Gubbio, riconfermava allo stesso i possessi, tra cui "medietatem plebis Compresseti". Nella seconda, dovuta a Celestino III e datata Laterano 1191, il papa prendeva sotto la protezione apostolica lo stesso monastero di San Donato di Pulpiano e gli riconfermava il godimento dei beni, tra i quali lo "jus quod habetis in plebe de Compresseto".
Nella seconda metà del XIII secolo, il castello di Compressetum fu conquistato dal Comune di Perugia per frenare le pretese di Gubbio e le rivendicazioni del Ducato di Spoleto.
L'atto di sottomissione fu firmato a Perugia dai Magistrati perugini e da Tommaso di Monaldo, comes de Compresseto, nel 1251.
I Magistrati Perugini, nei decenni successivi, potenziarono e fortificarono il castello, che rappresentava per loro uno dei punti di difesa del confine orientale e costruirono sul colle sovrastante anche una Rocca,  che chiamarono Poggio Sant'Ercolano, in onore del patrono della città.
Dopo questi fatti segue un lungo periodo d'oscurità e di oblio, e non si conoscono le vicende che lo portarono, sotto la giurisdizione del Ducato di Spoleto, allo Stato Pontificio.
Nella seconda metà del XVII secolo era retto dal capitano Amandino Raspanti, i cui eredi lo governarono fino al 1860: di questo periodo rimane solo un ovale in pietra con inciso uno stemma di una raspa.
Fino al 1861 Pieve di Compresseto fu Comune appodiato per poi essere inglobato nel Comune di Gualdo Tadino. 
Durante il periodo in cui Pieve di Compresseto fu comune, i sindaci furono:
- Gio. Battista Berardi (1830)
- Niccolò Farabbi e Giuseppe Venarucci, consiglieri con sindaco vacante (1833)
- Luigi Farabi (1851)
- Francesco Gatti (1855)

## Economia
Superato il periodo medioevale, caratterizzato da guerre e scontri, la vita di questo borgo si svolge con un impegno totale nell'agricoltura, che rappresenta l'unica fonte di lavoro, fino alla metà del XX secolo, quando l'emigrazione lo priva delle forze migliori.
Oggi, le vicine industrie nate negli ultimi decenni, danno lavoro a molti abitanti. Esso comunque conserva le sue caratteristiche di serenità e di pace, rendendolo meta adatta per la villeggiatura estiva.

## Monumenti e luoghi d'interesse

### Chiesa dell'Assunzione di Maria Vergine

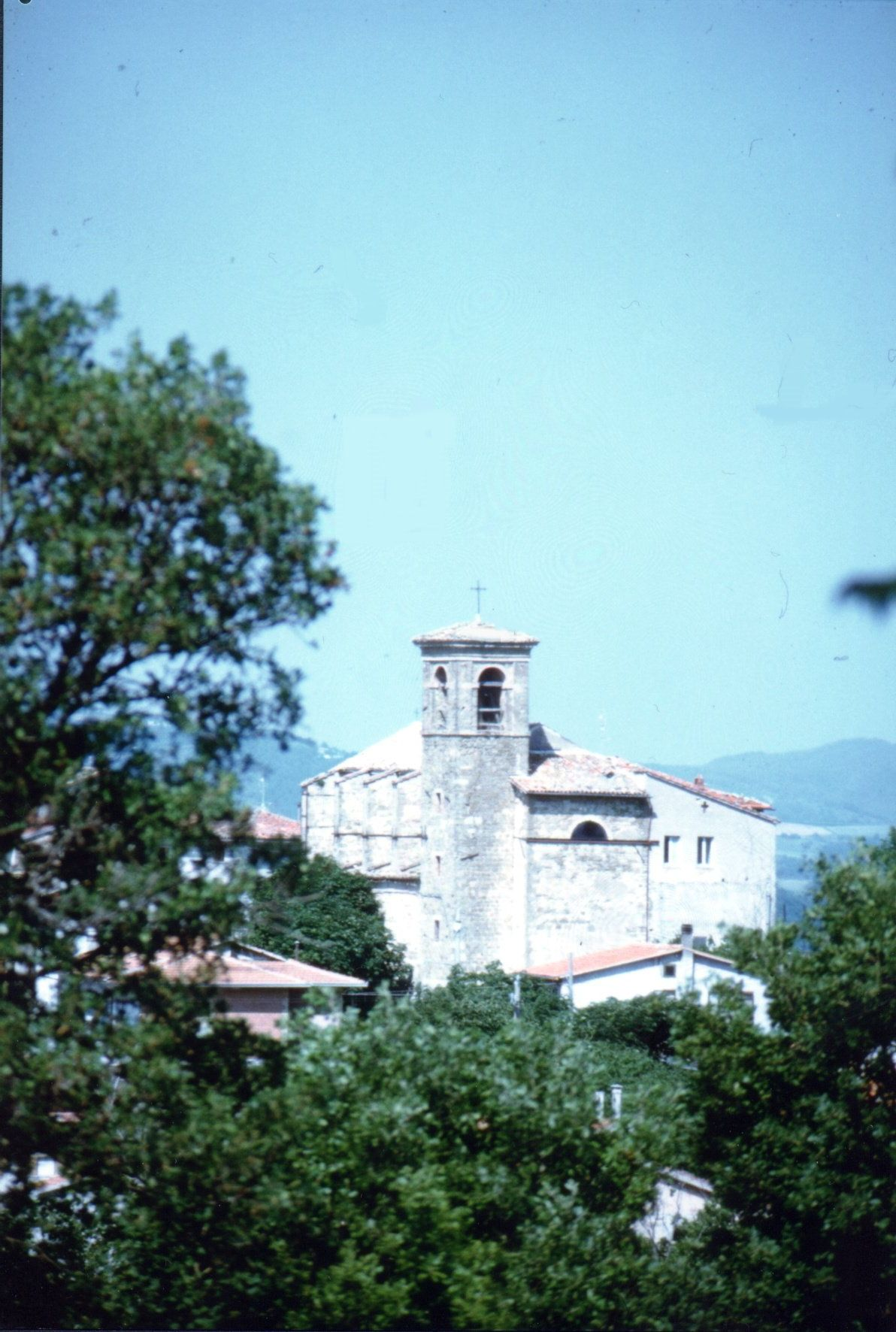
Chiesa dell'Assunzione di Maria Vergine

La costruzione della chiesa dell'Assunzione di Maria Vergine in Pieve di Compresseto risale agli ultimi decenni dell'XI secolo: antichi documenti vescovili e papali, di cui il primo datato 1130, riconoscevano al Monastero Benedettino di San Donato di Pulpiano, presso Gubbio, il possesso della chiesa di "Santae Mariae in Compresseto... cum decimis et primitiis".
La vecchia chiesa, edificata al centro del villaggio, era abbastanza ampia, con pianta rettangolare, due navate sorrette da pilastri ed una facciata a capanna, sormontata da una loggia campanaria.
Adiacente alla chiesa vi era una modesta casa parrocchiale e un cimitero cinto di mura.
Nel corso dei secoli venne più volte ristrutturata e profondamente modificata all'interno.
Nella prima metà del Cinquecento la chiesa aveva una sola navata, con un altare maggiore rialzato rispetto al piano del pavimento e due altari laterali, uno in cornu epistolae e l'altro in cornu evangeli, dedicati rispettivamente al Sacro Cuore e alla Madonna del Rosario. Nel secolo successivo, con donazioni della Compagnia del Sacramento e di privati, vennero costruiti due nuovi altari laterali dedicati a san Macario (patrono di Pieve di Compresseto) e a sant'Antonio; ogni altare venne arricchito con pale d'altare e quadri di pregevole fattura.
Nel 1877 la chiesa venne di nuovo completamente ristrutturata all'esterno, dotata di un campanile alto 20 m e di una sacrestia; all'interno venne costruito un organo a canne su un palco in legno, tuttora presente.
Dal 1910 al 1919 la chiesa venne di nuovo ristrutturata ed affiancata da una nuova casa parrocchiale in pietra. All'interno venne completamente dipinta dal pittore Alessandro Bianchini di Perugia.
La chiesa è oggi considerata come uno dei monumenti sacri più significativi dell'alta Umbria, anche per le pregevoli opere d'arte in essa custodite: l'affresco (recentemente riscoperto) raffigurante Sant'Antonio abate, risale ai primi decenni del Cinquecento. 
Nella prima nicchia della parete destra è una tela con la Madonna di Loreto e i Santi Carlo Borromeo e Macario di Giovan Francesco Guerrieri, forse del 1615 - 1620 circa. Nel dipinto, di fronte allo sfondo di grande sintesi architettonico-luministica si stagliano i tre monumentali protagonisti, la Madonna col Bambino di umana dolcezza e i santi di acuta evidenza naturalistica, quasi ritratti.
Nella nicchia centrale della parete sinistra è collocata la tela con la Madonna del Rosario di Giulio Cesare Angeli. La tela, dalla inconsueta composizione nella quale i protagonisti sono posti su un'alta base ornata da sfingi nella quale sono rappresentate i Misteri del Rosario, ornava l'altare della Confraternita del Rosario eretto nel 1609.

### Borgo medievale
Due delle tre torri medievali (sec. XII) sono ancora in ottimo stato come lo è la cinta muraria ed i vicoli dell'antico borgo.
Le tre torri danno origine allo stemma di Pieve di Compresseto.

### Chiesa "Madonna della cintura"
Questa antichissima e piccolissima chiesa è stata completamente ristrutturata.

### Palazzo del Comune
Fino al 1861 Pieve di Compresseto fu comune "appodiato". Resta ancora intatto il palazzo comunale con lo stemma Raspanti risalente ak sec XVII

## Manifestazioni
- La Processione di Montecamera (primo martedì dopo la Santa Pasqua)
- La sagra dello  Gnocco (dal primo venerdì di agosto alla prima domenica di agosto)

## Sport
- Memorial Mario Pecci, gara podistica (prima domenica di agosto)

## Galleria d'immagini

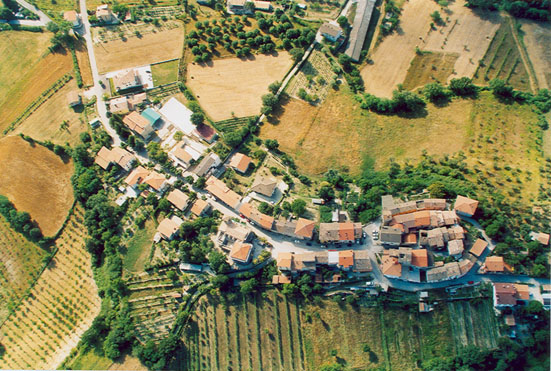
Vista dal deltaplano
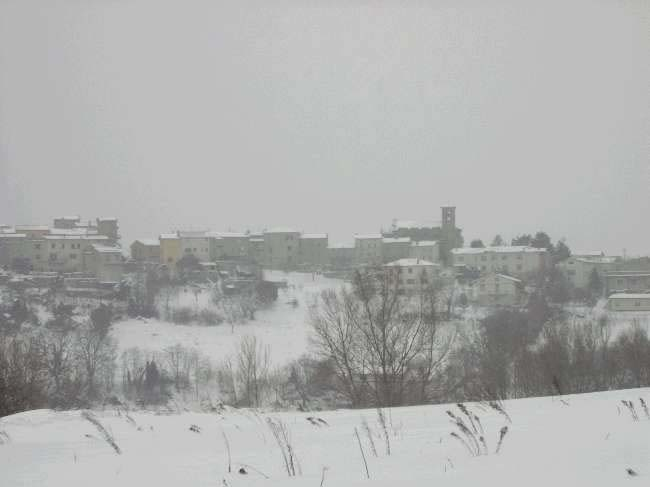
Dopo una nevicata
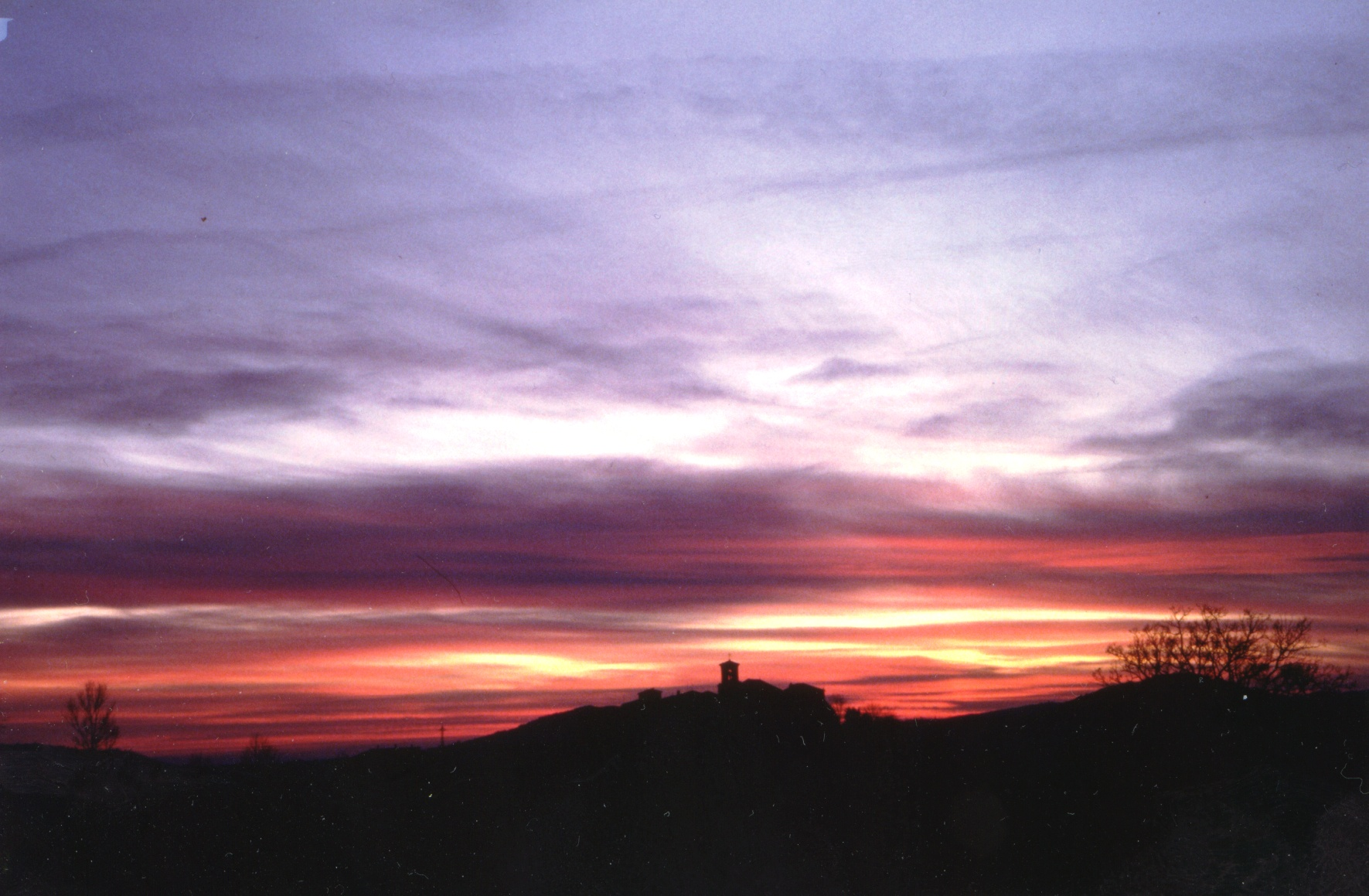
Al tramonto
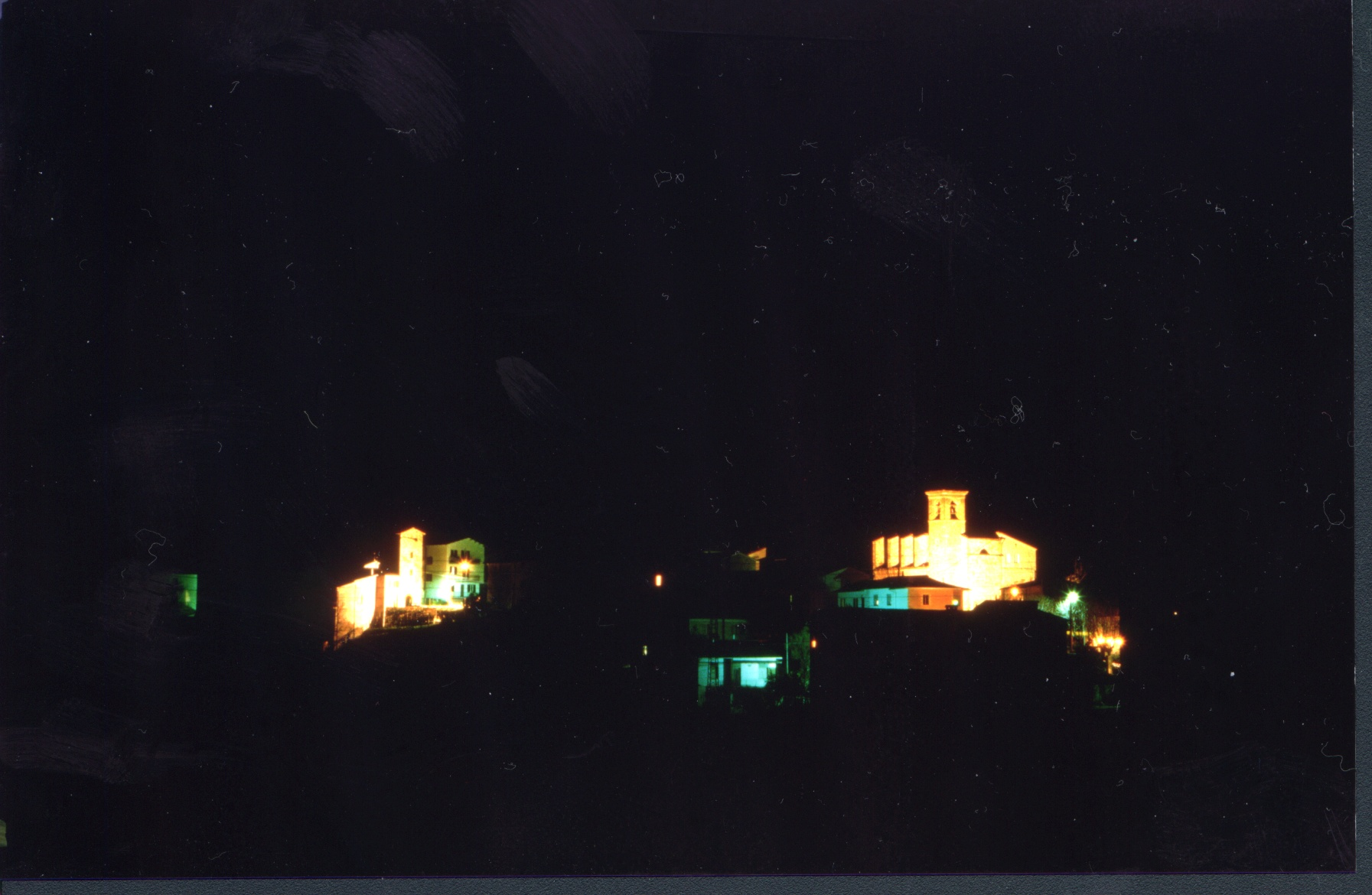
Di notte
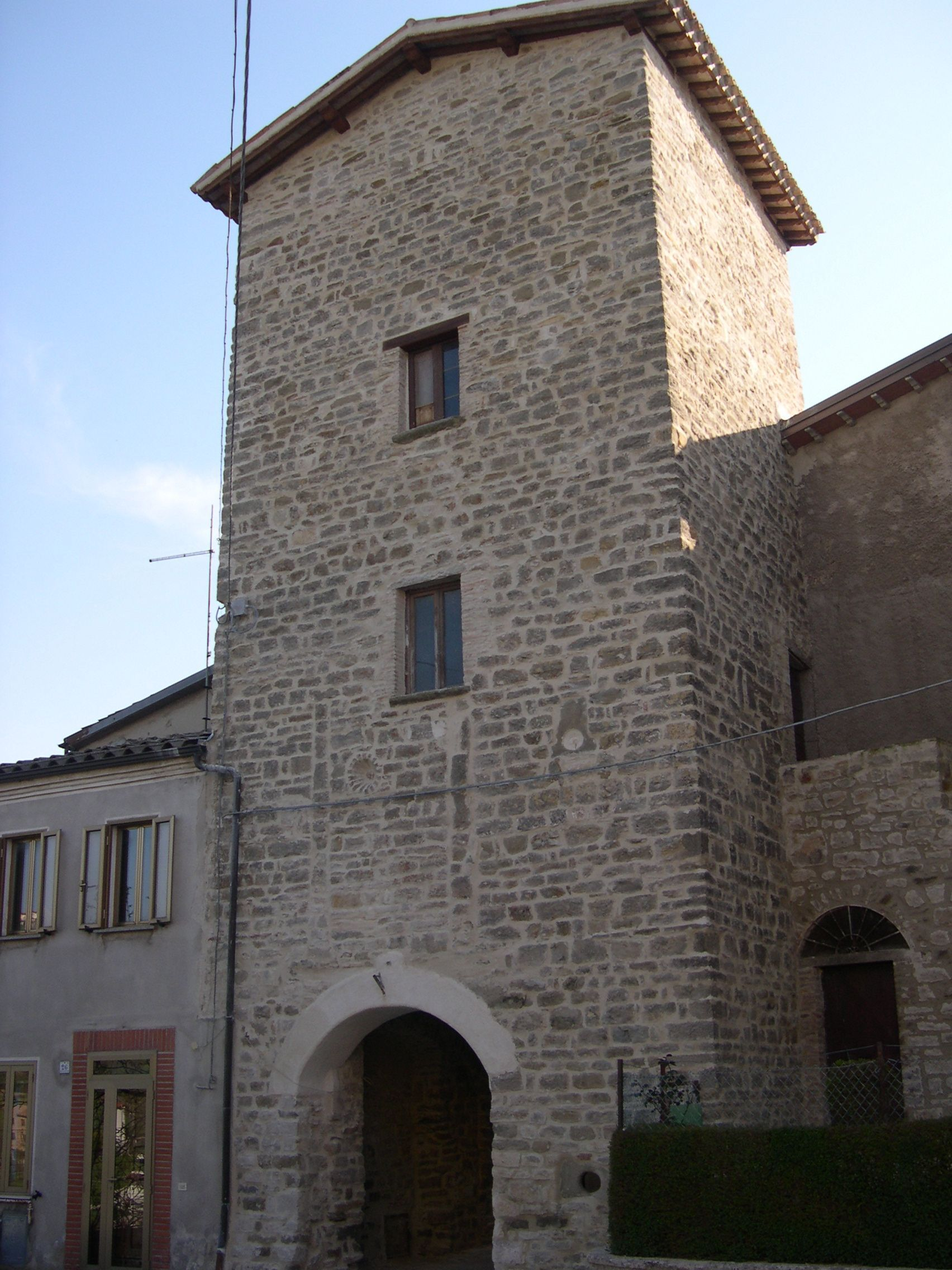
Torre dell'XI secolo
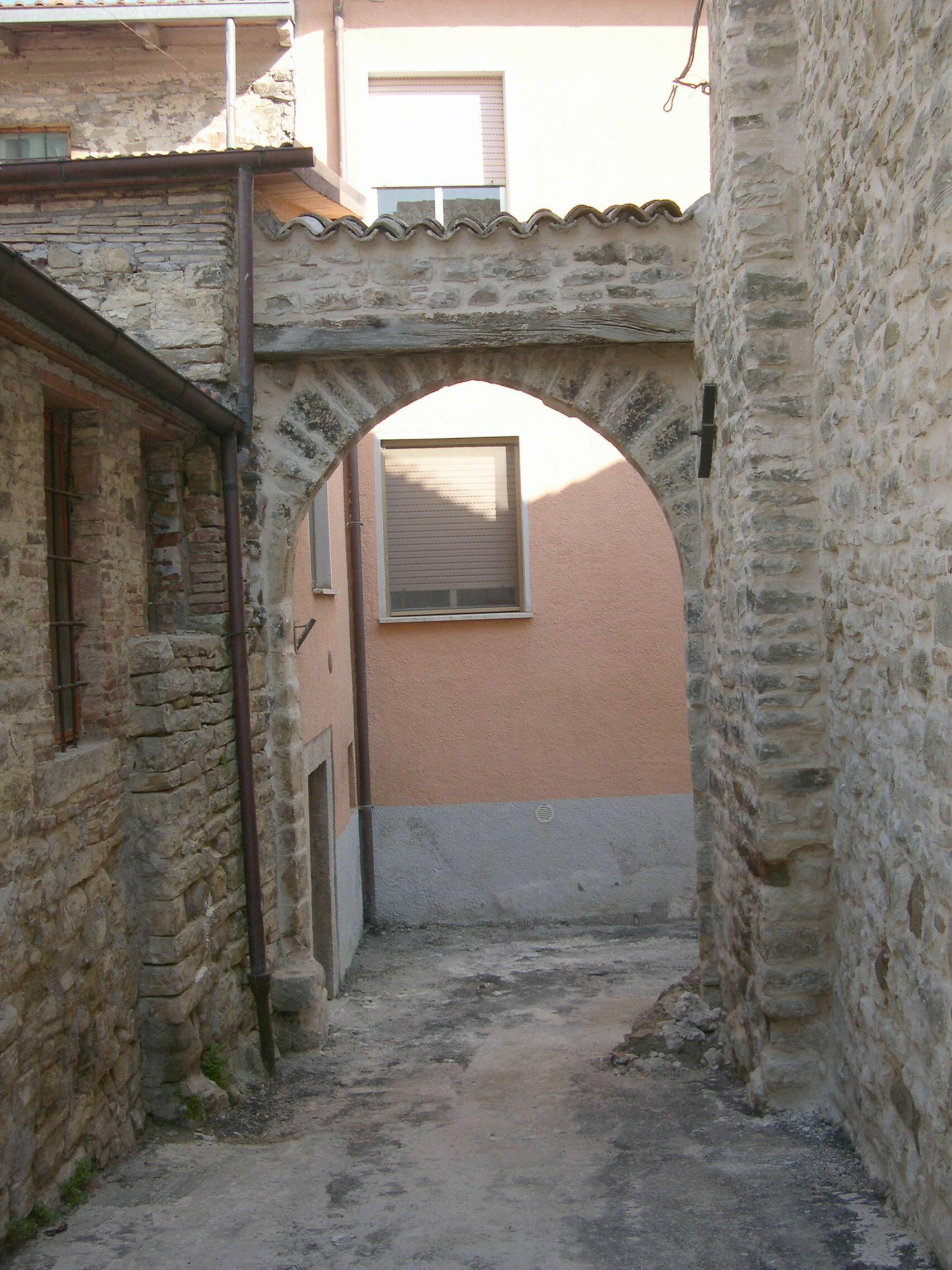
Archetto del XVI secolo
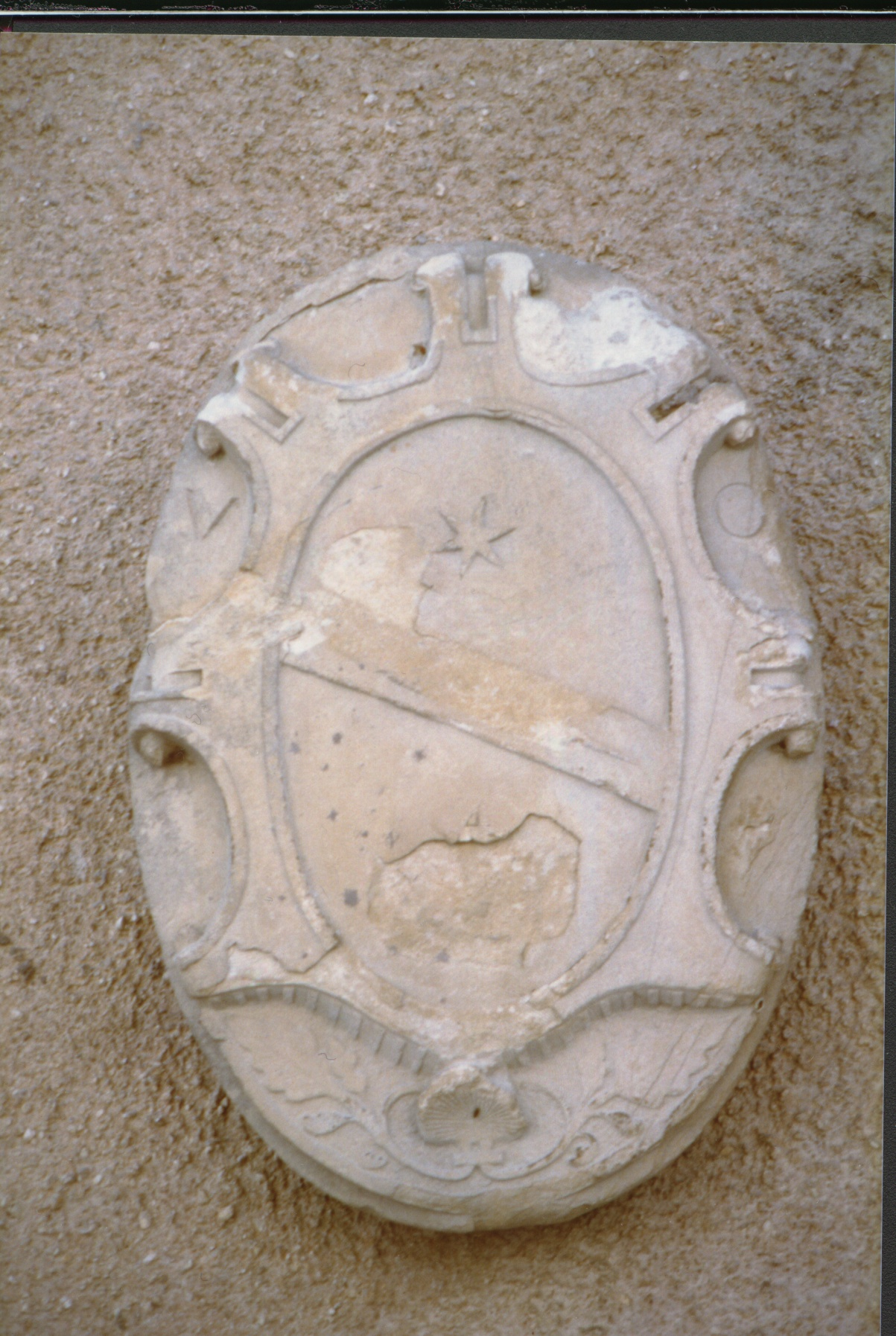
Stemma della famiglia Raspanti
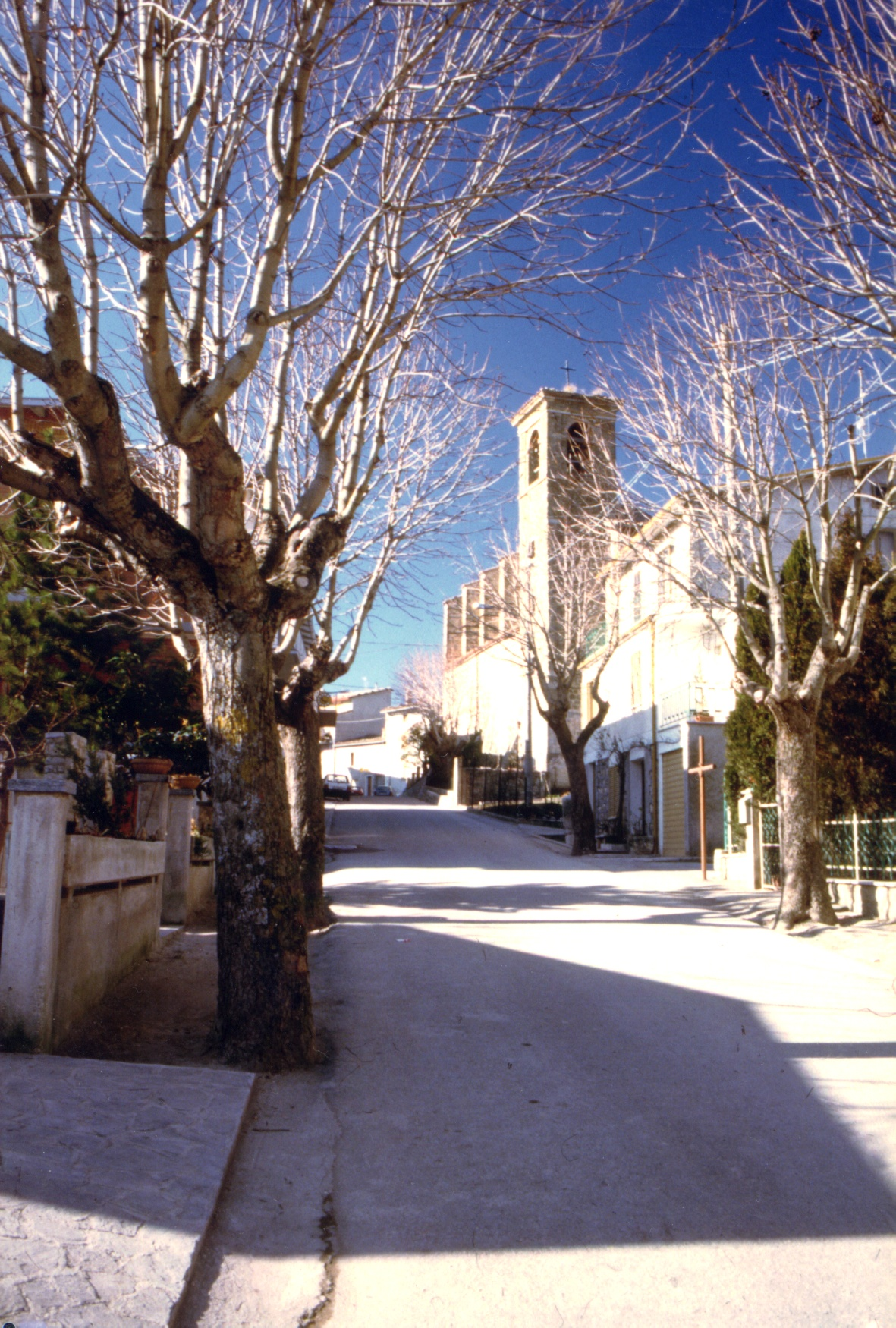
Viale alberato
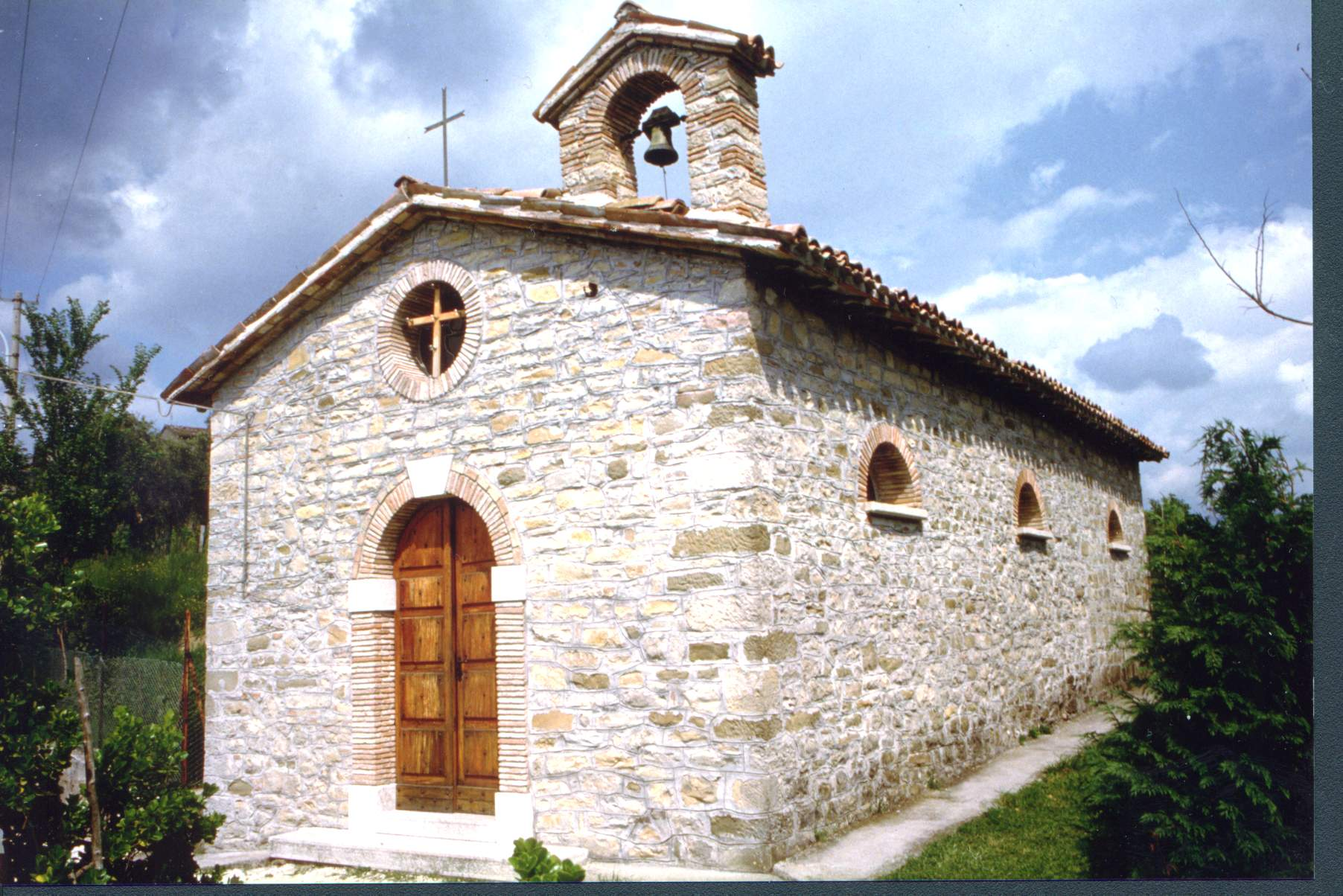
Chiesina della Madonna della cintura
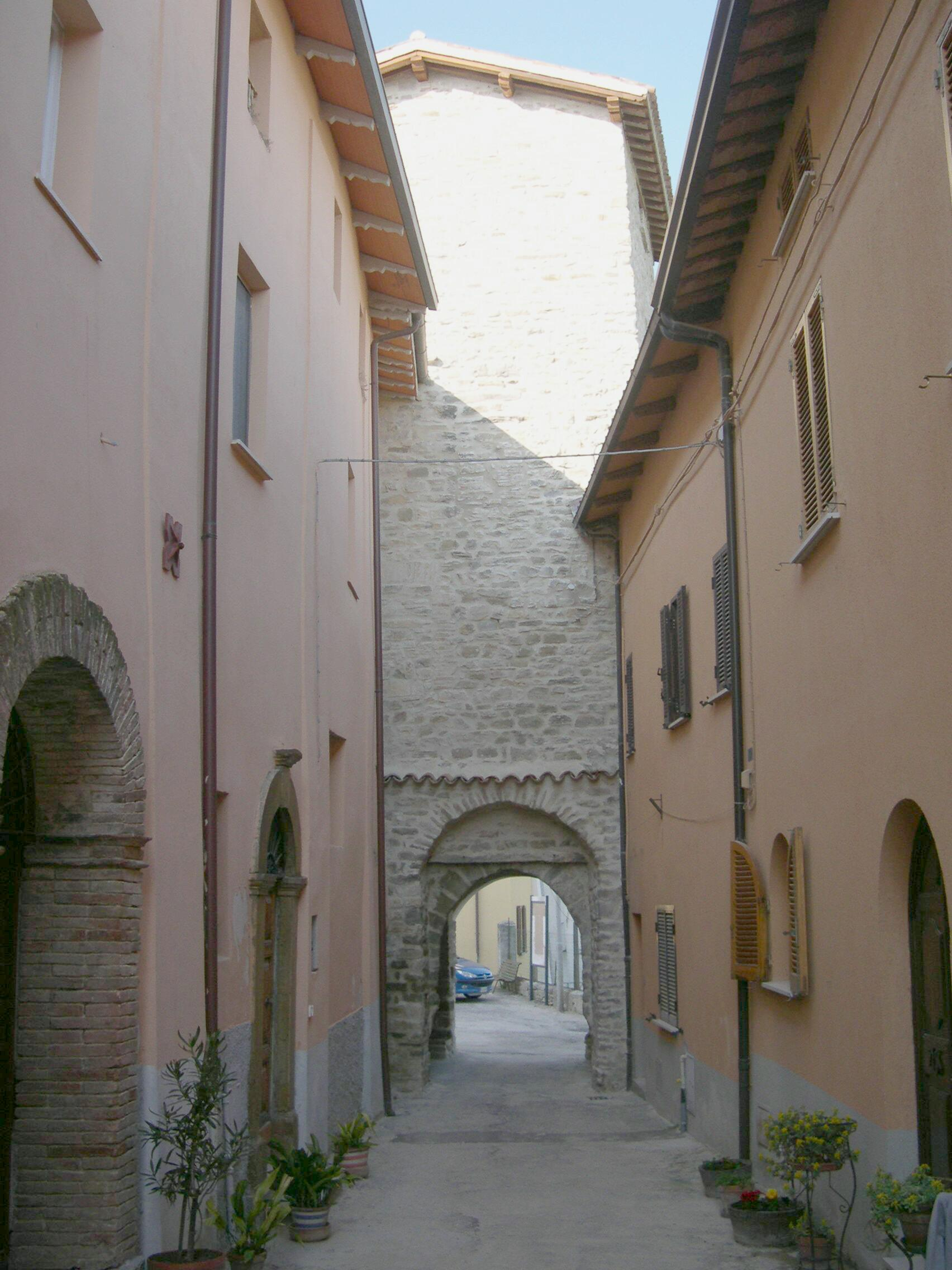
Il vicolo
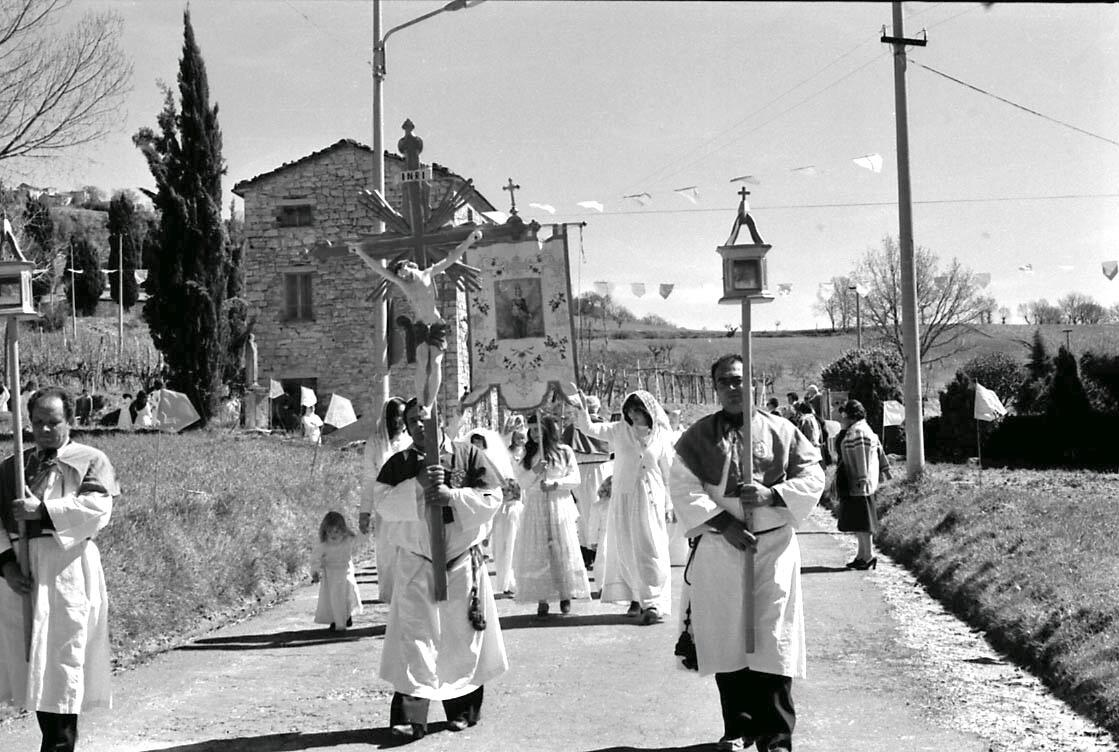
Processione della Madonna di Montecamera